# Otto Waalkes/Diskografie
Diese Diskografie ist eine Übersicht über die musikalischen Werke des deutschen Komikers Otto Waalkes und seines Pseudonyms Der kleine Ottili. Den Schallplattenauszeichnungen zufolge hat er bisher mehr als 4,3 Millionen Tonträger verkauft. Seine erfolgreichste Veröffentlichung ist das siebte Studioalbum Der ostfriesische Götterbote mit über einer Million verkauften Einheiten. Der Millionenseller ist in Deutschland der meistverkaufte Comedytonträger des Landes und zählt zu einem der meistverkauften Musikalben Deutschlands der 1970er-Jahre.

## Alben

### Bühnenaufzeichnungen
| Jahr | Titel Musiklabel                                  | Höchstplatzierung, Gesamtwochen/‑monate, AuszeichnungChartplatzierungen (Jahr, Titel, Musiklabel, Platzierungen, Wochen/Monate, Auszeichnungen, Anmerkungen) | Höchstplatzierung, Gesamtwochen/‑monate, AuszeichnungChartplatzierungen (Jahr, Titel, Musiklabel, Platzierungen, Wochen/Monate, Auszeichnungen, Anmerkungen) | Höchstplatzierung, Gesamtwochen/‑monate, AuszeichnungChartplatzierungen (Jahr, Titel, Musiklabel, Platzierungen, Wochen/Monate, Auszeichnungen, Anmerkungen) | Anmerkungen                                            |
| Jahr | Titel Musiklabel                                  | DE | AT | CH | Anmerkungen                                            |
| ---- | ------------------------------------------------- | --- | --- | --- | ------------------------------------------------------ |
| 1972 | Otto Live Membran Records (Membran)               | — | — | — | Erstveröffentlichung: 1972                             |
| 1973 | Otto – Live im Audimax Rüssl Räckords (Rüssl)     | DE1 Platin · (16 Mt.)DE | — | — | Erstveröffentlichung: März 1973 Verkäufe: + 500.000    |
| 1974 | Otto – Die Zweite Rüssl Räckords (EMI)            | DE1 Gold · (14 Mt.)DE | — | — | Erstveröffentlichung: April 1974 Verkäufe: + 250.000   |
| 1975 | Oh, Otto Rüssl Räckords (EMI)                     | DE2 Platin · (10 Mt.)DE | AT3 (6 Mt.)AT | — | Erstveröffentlichung: April 1975 Verkäufe: + 500.000   |
| 1976 | Otto – Das vierte Programm Rüssl Räckords (EMI)   | DE1 Gold · (10 Mt.)DE | AT2 (5 Mt.)AT | — | Erstveröffentlichung: April 1976 Verkäufe: + 250.000   |
| 1977 | Das Wort zum Montag Rüssl Räckords (EMI)          | DE4 Gold · (6½ Mt.)DE | AT5 (6 Mt.)AT | — | Erstveröffentlichung: März 1977 Verkäufe: + 250.000    |
| 1978 | Ottocolor Rüssl Räckords (EMI)                    | DE7 Gold · (26 Wo.)DE | AT4 (5 Mt.)AT | — | Erstveröffentlichung: April 1978 Verkäufe: + 250.000   |
| 1979 | Der ostfriesische Götterbote Rüssl Räckords (EMI) | DE2 ×2Doppelplatin · (22 Wo.)DE | AT11 (2 Mt.)AT | — | Erstveröffentlichung: April 1979 Verkäufe: + 1.000.000 |
| 1981 | Otto versaut Hamburg Rüssl Räckords (EMI)         | DE7 Gold · (20 Wo.)DE | AT4 (3½ Mt.)AT | — | Erstveröffentlichung: Oktober 1981 Verkäufe: + 250.000 |
| 1983 | Hilfe Otto kommt! Rüssl Räckords (EMI)            | DE4 Gold · (19 Wo.)DE | AT1 (4½ Mt.)AT | CH8 (20 Wo.)CH | Erstveröffentlichung: 1983 Verkäufe: + 250.000         |
| 1996 | Live! Polydor (PolyGram)                          | DE11 Gold · (22 Wo.)DE | AT16 (14 Wo.)AT | CH12 (8 Wo.)CH | Erstveröffentlichung: 13. Mai 1996 Verkäufe: + 25.000  |
| 1998 | … einen hab ich noch! Polydor (PolyGram)          | DE25 (13 Wo.)DE | AT49 (2 Wo.)AT | CH41 (1 Wo.)CH | Erstveröffentlichung: 9. November 1998                 |
| 2002 | Only Otto Polydor (PolyGram)                      | DE28 (7 Wo.)DE | — | — | Erstveröffentlichung: 13. Mai 2002                     |

grau schraffiert: keine Chartdaten aus diesem Jahr verfügbar

### Gemeinschaftsalben
| Jahr | Titel Musiklabel                | Höchstplatzierung, Gesamtwochen, AuszeichnungChartplatzierungen (Jahr, Titel, Musiklabel, Platzierungen, Wochen, Auszeichnungen, Anmerkungen) | Höchstplatzierung, Gesamtwochen, AuszeichnungChartplatzierungen (Jahr, Titel, Musiklabel, Platzierungen, Wochen, Auszeichnungen, Anmerkungen) | Höchstplatzierung, Gesamtwochen, AuszeichnungChartplatzierungen (Jahr, Titel, Musiklabel, Platzierungen, Wochen, Auszeichnungen, Anmerkungen) | Anmerkungen                                                     |
| Jahr | Titel Musiklabel                | DE | AT | CH | Anmerkungen                                                     |
| ---- | ------------------------------- | --- | --- | --- | --------------------------------------------------------------- |
| 2014 | Cool und locker Electrola (UMG) | DE91 (2 Wo.)DE | AT68 (1 Wo.)AT | — | Erstveröffentlichung: 28. November 2014 als Sid & seine Freunde |

### Kompilationen
| Jahr | Titel Musiklabel                                           | Höchstplatzierung, Gesamtwochen, AuszeichnungChartplatzierungen (Jahr, Titel, Musiklabel, Platzierungen, Wochen, Auszeichnungen, Anmerkungen) | Höchstplatzierung, Gesamtwochen, AuszeichnungChartplatzierungen (Jahr, Titel, Musiklabel, Platzierungen, Wochen, Auszeichnungen, Anmerkungen) | Höchstplatzierung, Gesamtwochen, AuszeichnungChartplatzierungen (Jahr, Titel, Musiklabel, Platzierungen, Wochen, Auszeichnungen, Anmerkungen) | Anmerkungen                          |
| Jahr | Titel Musiklabel                                           | DE | AT | CH | Anmerkungen                          |
| ---- | ---------------------------------------------------------- | --- | --- | --- | ------------------------------------ |
| 1982 | Otto’s Sammelsurium Rüssl Räckords (EMI)                   | DE62 (1 Wo.)DE | — | — | Erstveröffentlichung: September 1982 |
| 1993 | Die CD – Das Allerbeste Rüssl Räckords (PolyGram)          | DE55 (9 Wo.)DE | — | — | Erstveröffentlichung: 1993           |
| 2001 | Otto’s Ostfriesland und Mehr Polydor (UMG)                 | DE40 (6 Wo.)DE | — | — | Erstveröffentlichung: 15. Juni 2001  |
| 2006 | 100 Jahre Otto Polydor (UMG)                               | — | — | CH77 (2 Wo.)CH | Erstveröffentlichung: 28. April 2006 |
| 2008 | Häppy Otto – Original Friesenmischung Rüssl Räckords (UMG) | DE50 (4 Wo.)DE | — | — | Erstveröffentlichung: 11. Juli 2008  |

grau schraffiert: keine Chartdaten aus diesem Jahr verfügbar

### Soundtracks
| Jahr | Titel Musiklabel                                                     | Höchstplatzierung, Gesamtwochen/‑monate, AuszeichnungChartplatzierungen (Jahr, Titel, Musiklabel, Platzierungen, Wochen/Monate, Auszeichnungen, Anmerkungen) | Höchstplatzierung, Gesamtwochen/‑monate, AuszeichnungChartplatzierungen (Jahr, Titel, Musiklabel, Platzierungen, Wochen/Monate, Auszeichnungen, Anmerkungen) | Höchstplatzierung, Gesamtwochen/‑monate, AuszeichnungChartplatzierungen (Jahr, Titel, Musiklabel, Platzierungen, Wochen/Monate, Auszeichnungen, Anmerkungen) | Anmerkungen                                         |
| Jahr | Titel Musiklabel                                                     | DE | AT | CH | Anmerkungen                                         |
| ---- | -------------------------------------------------------------------- | --- | --- | --- | --------------------------------------------------- |
| 1987 | Otto – Die Filmmusik Rüssl Räckords (EMI)                            | DE33 (5 Wo.)DE | AT22 (1 Mt.)AT | — | Erstveröffentlichung: 1987                          |
| 1989 | Otto – Der Außerfriesische Electrola (EMI)                           | — | — | — | Erstveröffentlichung: 1989                          |
| 1992 | Otto – Der Liebesfilm Polydor (PolyGram)                             | — | — | — | Erstveröffentlichung: 1992                          |
| 2000 | Otto – Das Katastrofenalbum Polydor (UMG)                            | — | — | — | Erstveröffentlichung: 27. März 2000                 |
| 2004 | 7 Zwerge – Männer allein im Wald Polydor (UMG)                       | DE52 (4 Wo.)DE | AT47 (3 Wo.)AT | — | Erstveröffentlichung: 2. November 2004              |
| 2006 | 7 Zwerge – Der Wald ist nicht genug – Die Zwergensongs Polydor (UMG) | DE53 (3 Wo.)DE | AT52 (2 Wo.)AT | — | Erstveröffentlichung: 27. Oktober 2006              |
| 2010 | Otto’s Eleven Polydor (UMG)                                          | — | — | — | Erstveröffentlichung: 3. Dezember 2010              |
| 2021 | Catweazle Watt Musikverlag (Watt)                                    | — | — | — | Erstveröffentlichung: 9. Juli 2021 mit Philipp Noll |

### EPs
| Jahr | Titel Musiklabel                     | Anmerkungen                             |
| ---- | ------------------------------------ | --------------------------------------- |
| 2021 | Otto Fröhliche! Rüssl Räckords (UMG) | Erstveröffentlichung: 17. Dezember 2021 |

## Singles

### Als Leadmusiker
| Jahr | Titel Album                        | Höchstplatzierung, Gesamtwochen, AuszeichnungChartplatzierungen (Jahr, Titel, Album, Platzierungen, Wochen, Auszeichnungen, Anmerkungen) | Höchstplatzierung, Gesamtwochen, AuszeichnungChartplatzierungen (Jahr, Titel, Album, Platzierungen, Wochen, Auszeichnungen, Anmerkungen) | Höchstplatzierung, Gesamtwochen, AuszeichnungChartplatzierungen (Jahr, Titel, Album, Platzierungen, Wochen, Auszeichnungen, Anmerkungen) | Anmerkungen |
| Jahr | Titel Album                        | DE | AT | CH | Anmerkungen |
| ---- | ---------------------------------- | --- | --- | --- | --- |
| 1995 | Otti-Rave (Drunt im Tal) Live!     | — | — | — | Erstveröffentlichung: 1995                                                                                            |
| 2000 | Only U Otto – Das Katastrofenalbum | — | — | — | Erstveröffentlichung: 2000 mit Eva Hassmann                                                                           |
| 2006 | Eiszeit Song –                     | — | — | — | Erstveröffentlichung: 7. April 2006                                                                                   |
| 2012 | Mein bester Freund –               | — | — | — | Erstveröffentlichung: 29. Juni 2012                                                                                   |
| 2016 | Dr. U und Dr. O –                  | — | — | — | Erstveröffentlichung: 18. November 2016 mit Jörg Knör                                                                 |
| 2023 | Friesenjung Denk mal drüber nach…  | DE1 Platin · (48 Wo.)DE | AT1 Platin · (31 Wo.)AT | CH7 Gold · (15 Wo.)CH | Erstveröffentlichung: 25. Mai 2023 Verkäufe: + 685.000; mit Ski Aggu & Joost Original: Sting – Englishman in New York |

### Als Gastmusiker
| Jahr | Titel Album                                                                                 | Höchstplatzierung, Gesamtwochen, AuszeichnungChartplatzierungen (Jahr, Titel, Album, Platzierungen, Wochen, Auszeichnungen, Anmerkungen) | Höchstplatzierung, Gesamtwochen, AuszeichnungChartplatzierungen (Jahr, Titel, Album, Platzierungen, Wochen, Auszeichnungen, Anmerkungen) | Höchstplatzierung, Gesamtwochen, AuszeichnungChartplatzierungen (Jahr, Titel, Album, Platzierungen, Wochen, Auszeichnungen, Anmerkungen) | Anmerkungen |
| Jahr | Titel Album                                                                                 | DE | AT | CH | Anmerkungen |
| ---- | ------------------------------------------------------------------------------------------- | --- | --- | --- | --- |
| 2006 | Steh’ auf, wenn du auf Zwerge stehst 7 Zwerge – Der Wald ist nicht genug – Die Zwergensongs | DE12 (17 Wo.)DE | — | — | Erstveröffentlichung: 2006 als Teil der 7 Zwerge Original: Village People – Go West                                                      |
| 2019 | Hank Williams Aus der Zeit gefallen                                                         | — | — | — | Erstveröffentlichung: 5. Juli 2019 Stefan Waggershausen feat. Peter Freudenthaler, Tobias Künzel, The Travelling Homeboys & Otto Waalkes |
| 2020 | Mexico Das ultimative Jubiläums-Best-Of                                                     | — | — | — | Erstveröffentlichung: 9. Oktober 2020 Jürgen Drews feat. Otto Waalkes Original: Jimmie Driftwood – The Battle of New Orleans             |
| 2025 | Baby Shark –                                                                                | — | — | — | Erstveröffentlichung: 8. August 2025 Helene Fischer feat. Otto Waalkes Original: Traditional                                             |

## Videoalben und Musikvideos

### Videoalben
| Jahr | Titel Musiklabel                                                              | Höchstplatzierung, Gesamtwochen, AuszeichnungChartplatzierungen (Jahr, Titel, Musiklabel, Platzierungen, Wochen, Auszeichnungen, Anmerkungen) | Höchstplatzierung, Gesamtwochen, AuszeichnungChartplatzierungen (Jahr, Titel, Musiklabel, Platzierungen, Wochen, Auszeichnungen, Anmerkungen) | Höchstplatzierung, Gesamtwochen, AuszeichnungChartplatzierungen (Jahr, Titel, Musiklabel, Platzierungen, Wochen, Auszeichnungen, Anmerkungen) | Anmerkungen                                                 |
| Jahr | Titel Musiklabel                                                              | DE | AT | CH | Anmerkungen                                                 |
| ---- | ----------------------------------------------------------------------------- | --- | --- | --- | ----------------------------------------------------------- |
| 1994 | So ein Otto Warner Home Video (WHV)                                           | — | — | — | Erstveröffentlichung: 1994                                  |
| 2003 | Die DVD Edel Music (Edel)                                                     | DE40 Platin · (8 Wo.)DE | — | — | Erstveröffentlichung: 1. März 2003 Verkäufe: + 50.000       |
| 2004 | Otto – Die ersten 15 Jahre … und mehr Edel Music (Edel)                       | DE71 Platin · (2 Wo.)DE | — | — | Erstveröffentlichung: 20. September 2004 Verkäufe: + 50.000 |
| 2007 | Die Otto Show – Die originalen Otto-Shows von 1973 bis 1983 Edel Music (Edel) | DE22 Gold · (14 Wo.)DE | — | — | Erstveröffentlichung: 21. September 2007 Verkäufe: + 25.000 |
| 2008 | Live – Das Original Edel Music (Edel)                                         | — | — | CH2 (8 Wo.)CH | Erstveröffentlichung: 3. Juni 2008                          |
| 2016 | Holdrio Again Motion Records (Edel)                                           | — | AT9 (1 Wo.)AT | — | Erstveröffentlichung: 28. November 2016                     |

### Musikvideos
| Jahr | Titel         | Regie                     |
| ---- | ------------- | ------------------------- |
| 2004 | Hey Zwerge Ho | Andreas Bardet, Tim Tibor |
| 2021 | Elektriktrick | Sven Unterwaldt           |
| 2023 | Friesenjung   | Joost Klein               |
| 2025 | Baby Shark    |                           |

## Hörbücher
| Jahr | Titel Musiklabel                                                         | Anmerkungen                            |
| ---- | ------------------------------------------------------------------------ | -------------------------------------- |
| 2001 | Peter und der Wolf Deutsche Grammophon (UMG)                             | Erstveröffentlichung: 1. November 2001 |
| 2018 | Hilfe, ich hab meine Eltern geschrumpft Jumbo Neue Medien & Verlag (DAM) | Erstveröffentlichung: 22. Januar 2018  |
| 2018 | Kleinhirn an alle Random House Audio (RHA)                               | Erstveröffentlichung: 14. Mai 2018     |
| 2023 | Mulan Walt Disney Records (WDR)                                          | Erstveröffentlichung: 5. Mai 2023      |

## Boxsets
| Jahr | Titel Musiklabel           | Anmerkungen                |
| ---- | -------------------------- | -------------------------- |
| 1984 | Vol.1 Rüssl Räckords (EMI) | Erstveröffentlichung: 1984 |

## Promoveröffentlichungen
| Jahr | Titel Album                                 | Anmerkungen                                                                |
| ---- | ------------------------------------------- | -------------------------------------------------------------------------- |
| 1983 | Hänsel und Gretel Hilfe Otto kommt!         | Erstveröffentlichung: 1983 Original: Traditional                           |
| 2009 | Ice Age Song –                              | Erstveröffentlichung: 2009                                                 |
| 2016 | Wahnsinn (Akustikversion) Die Jahre mit dir | Erstveröffentlichung: 22. September 2016 Wolfgang Petry feat. Otto Waalkes |
| 2021 | Elektriktrick Catweazle (O.S.T.)            | Erstveröffentlichung: 2. Juli 2021 mit Mark Forster                        |

## Sonderveröffentlichungen

### Alben
| Jahr | Titel Musiklabel                      | Anmerkungen                                                                                 |
| ---- | ------------------------------------- | ------------------------------------------------------------------------------------------- |
| 1984 | Es wird Nacht, Señorita Amiga (Amiga) | Erstveröffentlichung: 1984 Veröffentlichung nur in der DDR; Teil der „Amiga-Quartett“-Reihe |

### Lieder
| Jahr | Titel Album                                                                 | Anmerkungen |
| ---- | --------------------------------------------------------------------------- | --- |
| 1974 | Cowboy Rocker Ball Pompös                                                   | Erstveröffentlichung: 15. August 1974 Udo Lindenberg feat. Inga Rumpf & Otto Waalkes                                                        |
| 1984 | Der Babysitter-Boogie Erinnerungen an die Große Show für kleine Leute       | Erstveröffentlichung: 1984 Rolf & Seine Freunde feat. Julia & Der kleine Ottili; Original: Buzz Clifford – Baby Sittin’ Boogie              |
| 1993 | The Bell (English Version + German Version) The Bell (Maxi-Single)          | Erstveröffentlichung: 5. April 1993 Mike Oldfield feat. MC Otto                                                                             |
| 2005 | Summertime The Grand Piano                                                  | Erstveröffentlichung: 14. März 2005 Joja Wendt feat. Otto Waalkes                                                                           |
| 2005 | Ungarischer Tanz The Grand Piano                                            | Erstveröffentlichung: 14. März 2005 Joja Wendt feat. Otto Waalkes                                                                           |
| 2005 | What I’d Say The Grand Piano                                                | Erstveröffentlichung: 14. März 2005 Joja Wendt feat. Otto Waalkes                                                                           |
| 2007 | Dänen lügen nicht On Holiday                                                | Erstveröffentlichung: 2007 André Rieu feat. Otto Waalkes; Original: Zacar – Soleado                                                         |
| 2007 | Fuchs und Rabe On Holiday                                                   | Erstveröffentlichung: 2007 André Rieu feat. Otto Waalkes                                                                                    |
| 2008 | Der Greis ist heiß (Live) Stark wie Zwei – Live                             | Erstveröffentlichung: 5. Dezember 2008 Udo Lindenberg feat. Otto Waalkes                                                                    |
| 2014 | Fischflossenflipflops Kindischer Ozean – Lauschlieder aus dem Einfallsreich | Erstveröffentlichung: 11. April 2014 Willy Astor feat. Otto Waalkes                                                                         |
| 2014 | Schiss-Katze-Blues Kindischer Ozean – Lauschlieder aus dem Einfallsreich    | Erstveröffentlichung: 11. April 2014 Willy Astor feat. Otto Waalkes                                                                         |
| 2015 | Roll Over Beethoven (Live) Live – Das Beste kommt zum Schluss               | Erstveröffentlichung: 11. September 2015 Peter Kraus feat. Otto Waalkes; Original: Chuck Berry                                              |
| 2015 | Es lebe die Freundschaft! Tabaluga – Es lebe die Freundschaft!              | Erstveröffentlichung: 30. Oktober 2015 Peter Maffay feat. Verschiedene Interpreten                                                          |
| 2016 | Wahnsinn (Akustikversion) Die Jahre mit dir                                 | Erstveröffentlichung: 28. Oktober 2016 Wolfgang Petry feat. Otto Waalkes                                                                    |
| 2016 | Der Greis ist heiß (Live aus Leipzig 2016) Stärker als die Zeit – Live      | Erstveröffentlichung: 25. November 2016 Udo Lindenberg feat. Otto Waalkes                                                                   |
| 2019 | Hank Williams Aus der Zeit gefallen                                         | Erstveröffentlichung: 8. Februar 2019 Stefan Waggershausen feat. Peter Freudenthaler, Tobias Künzel, The Travelling Homeboys & Otto Waalkes |
| 2020 | Mexico Das ultimative Jubiläums-Best-Of                                     | Erstveröffentlichung: 23. Oktober 2020 Jürgen Drews feat. Otto Waalkes; Original: Jimmie Driftwood – The Battle of New Orleans              |
| 2023 | Friesenjung Denk mal drüber nach…                                           | Erstveröffentlichung: 12. Oktober 2023 Ski Aggu mit Joost & Otto Waalkes; Original: Sting – Englishman in New York                          |

| Jahr | Titel Album                                        | Anmerkungen                                                     |
| ---- | -------------------------------------------------- | --------------------------------------------------------------- |
| 1994 | Hoch im Norden Hut ab!: Hommage an Udo Lindenberg  | Erstveröffentlichung: 10. Oktober 1994 Original: Udo Lindenberg |
| 2014 | Parodie Medley Mitten im Leben – Das Tribute Album | Erstveröffentlichung: 17. Oktober 2014 Original: Udo Jürgens    |

| Jahr | Titel Soundtrack                               | Anmerkungen |
| ---- | ---------------------------------------------- | --- |
| 1998 | Sei ein Mann Mulan                             | Erstveröffentlichung: 9. September 1998 mit Uwe Adams, Stefan Erz, Sebastian Krumbiegel, Thomas Piper & Caroline Vasicek |
| 2014 | Gib dir ne Chance Der 7bte Zwerg               | Erstveröffentlichung: 26. September 2014 mit Verschiedenen Interpreten                                                   |
| 2014 | Hey Zwerge Der 7bte Zwerg                      | Erstveröffentlichung: 26. September 2014 mit Verschiedenen Interpreten                                                   |
| 2018 | Wir haben Grund zum Feiern Werner – Das Rennen | Erstveröffentlichung: 31. August 2018 Original: Billy Joel – We Didn’t Start the Fire                                    |

## Statistik

### Chartauswertung
Die folgenden Aufstellungen bieten eine Übersicht der Charterfolge von Otto Waalkes in den Album-, Single- und Musik-DVD-Charts. Es ist zu beachten, dass sich Videoalben in Deutschland auch in den Albumcharts platzieren, die Angaben auf Österreich und der Schweiz entstammen aus eigenständigen Musik-DVD-Charts.
|                     | DE     | AT     | CH    |
| ------------------- | ------ | ------ | ----- |
| Nummer-eins-Alben   | DE3DE  | AT1AT  | CH—CH |
| Top-10-Alben        | DE9DE  | AT6AT  | CH1CH |
| Alben in den Charts | DE20DE | AT13AT | CH4CH |

|                       | DE    | AT    | CH    |
| --------------------- | ----- | ----- | ----- |
| Nummer-eins-Singles   | DE1DE | AT1AT | CH—CH |
| Top-10-Singles        | DE1DE | AT1AT | CH1CH |
| Singles in den Charts | DE2DE | AT1AT | CH1CH |

|                          | DE    | AT    | CH    |
| ------------------------ | ----- | ----- | ----- |
| Nummer-eins-Videoalben   | DE—DE | AT—AT | CH—CH |
| Top-10-Videoalben        | DE—DE | AT1AT | CH1CH |
| Videoalben in den Charts | DE—DE | AT1AT | CH1CH |

### Auszeichnungen für Musikverkäufe
| Goldene Schallplatte - Belgien - 2024: für die Single Friesenjung - Polen - 2024: für die Single Friesenjung |

Anmerkung: Auszeichnungen in Ländern aus den Charttabellen bzw. Chartboxen sind in ebendiesen zu finden.
| Land/RegionAuszeichnungen für Musikverkäufe (Land/Region, Auszeichnungen, Verkäufe, Quellen) | Gold       | Platin     | Verkäufe  | Quellen           |
| -------------------------------------------------------------------------------------------- | ---------- | ---------- | --------- | ----------------- |
| Belgien (BRMA)                                                                               | Gold1      | —          | 20.000    | ultratop.be       |
| Deutschland (BVMI)                                                                           | 8× Gold8   | 7× Platin7 | 4.250.000 | musikindustrie.de |
| Österreich (IFPI)                                                                            | —          | Platin1    | 30.000    | ifpi.at           |
| Polen (ZPAV)                                                                                 | Gold1      | —          | 25.000    | olis.pl           |
| Schweiz (IFPI)                                                                               | Gold1      | —          | 10.000    | hitparade.ch      |
| Insgesamt                                                                                    | 11× Gold11 | 8× Platin8 |           |                   |